# Schule Niederhörne 28
Die ehemalige Schule Niederhörne 28 im niedersächsischen Elsfleth-Moorriem, Bauerschaft Neuenbrok, im Landkreis Wesermarsch, stammt vom Ende des 19. Jahrhunderts.

Aktuell (2023) wird sie als Wohnhaus genutzt.
Das Gebäude steht unter Denkmalschutz (siehe auch Liste der Baudenkmale in Elsfleth).

## Beschreibung und Geschichte
Neuenbrok bildet den nördlichen Teil der sich über etwa 16 Kilometer erstreckenden Marschhufensiedlung Moorriem, die nach 1062 gegründet wurde und im 14. Jahrhundert die Struktur mit den schmalen, langgestreckten Parzellen erhielt.
Das eingeschossige fünfachsige giebelständige historisierende verklinkerte Gebäude mit Drempel, Satteldach mit Gaube, mittigen und seitlichen Eingang sowie mit segmentbogigen Öffnungen wurde 1896 (Inschrift) gebaut.
Es wurde durch Fensterrahmungen, geschossteilendem Sägezahnfries, ansteigendem Konsolfries am Giebel sowie Lisenen mit Aufsätzen (Fialen) an den Kanten gegliedert und gestaltet.
 Als Schule wurde es bis 1970 genutzt und danach zum Wohnhaus umgebaut.
Heute (2023) werden die Kinder an der Grundschule Moorriem (von 1937), der Grundschule Elsfleth oder der Grundschule Lienen sowie der Oberschule Elsfleth unterrichtet.
Das Landesdenkmalamt befand: „… geschichtliche Bedeutung … als beispielhafte Dorfschule vom Ende des 19. Jhs.“